# 乾達朗
乾 達朗（いぬい たつろう、1990年1月30日 - ）は、千葉県浦安市出身の元プロサッカー選手。ポジションはFW・MF。
Tコーチ/TJBCFS

## 来歴
2008年にJ1・ジェフユナイテッド千葉に加入。
2010年よりアルビレックス新潟シンガポールに加入。同年12月、新潟Sとパートナーシップ契約を締結したポルトガル2部CFベレネンセスのテストを受けたが合格しなかった。
2014年、SC相模原に完全移籍。同年6月に退団。
2016年よりアルビレックス新潟シンガポールへ加入した。
2017年、タイ・ホンダFCへ完全移籍。同年8月にブラウブリッツ秋田へ完全移籍し、J3優勝達成。2017年シーズン終了をもって退団。
2018年、メトフォン・CリーグのナガワールドFCに移籍。2019年7月に自らのTwitterで現役引退を発表した。引退後はボディーコーディネーションコーチとして活動している。

## 所属クラブ
ユース経歴
- 1999年 - 2001年 浦安ジュニア・サッカークラブ (浦安市立南小学校)
- 2002年 - 2004年 ジェフユナイテッド市原ジュニアユース舞浜 (浦安市立堀江中学校)
- 2005年 - 2007年 ジェフユナイテッド市原・千葉ユース (千葉県立生浜高等学校)
  - 2007年 ジェフリザーブズ (2種登録)

プロ経歴
- 2008年   ジェフユナイテッド市原・千葉
- 2008年 - 2009年  ジェフユナイテッド市原・千葉リザーブズ
- 2010年 - 2011年  アルビレックス新潟シンガポール
- 2012年 - 2013年  シンガポール・アームド・フォーシズ / ウォリアーズFC
- 2014年 - 同年6月  SC相模原
- 2015年  ゲイラン・インターナショナルFC
- 2016年  アルビレックス新潟シンガポール
- 2017年 - 同年8月  タイ・ホンダFC
- 2017年8月 - 同年12月  ブラウブリッツ秋田
- 2018年 - 2019年  ナガワールドFC

## 個人成績
| 国内大会個人成績 | 国内大会個人成績 | 国内大会個人成績 | 国内大会個人成績 | 国内大会個人成績 | 国内大会個人成績 | 国内大会個人成績  | 国内大会個人成績  | 国内大会個人成績 | 国内大会個人成績 | 国内大会個人成績 | 国内大会個人成績 |
| 年度             | クラブ           | 背番号           | リーグ           | リーグ戦         | リーグ戦         | リーグ杯          | リーグ杯          | オープン杯       | オープン杯       | 期間通算         | 期間通算         |
| 年度             | クラブ           | 背番号           | リーグ           | 出場             | 得点             | 出場              | 得点              | 出場             | 得点             | 出場             | 得点             |
| 日本             | 日本             | 日本             | 日本             | リーグ戦         | リーグ戦         | リーグ杯          | リーグ杯          | 天皇杯           | 天皇杯           | 期間通算         | 期間通算         |
| ---------------- | ---------------- | ---------------- | ---------------- | ---------------- | ---------------- | ----------------- | ----------------- | ---------------- | ---------------- | ---------------- | ---------------- |
| 2008             | 千葉             | 41               | J1               | 0                | 0                | 0                 | 0                 |                  |                  |                  |                  |
| 2014             | 相模原           | 26               | J3               | 0                | 0                | -                 | -                 |                  |                  |                  |                  |
| 2017             | 秋田             | 2                | J3               | 3                | 0                | -                 | -                 |                  |                  |                  |                  |
| 通算             | 日本             | 日本             | J1               | 0                | 0                | 0                 | 0\|\|\|\|\|\|\|\| |                  |                  |                  |                  |
| 通算             | 日本             | 日本             | J3               | 3                | 0                | -\|\|\|\|\|\|\|\| | -\|\|\|\|\|\|\|\| |                  |                  |                  |                  |
| 総通算           | 総通算           | 総通算           | 総通算           | 3                | 0                | 0                 | 0\|\|\|\|\|\|\|\| |                  |                  |                  |                  |

## 代表歴
- U-15日本代表候補 (2005年)
- U-16, U-17日本代表 (2005年-2006年)
- U-17日本代表候補 (2007年)
- 千葉県国体選抜 (2006年)

## タイトル

### クラブ
アルビレックス新潟シンガポール
- Sリーグ：1回（2016年）

ブラウブリッツ秋田
- J3リーグ：1回（2017年）

ナガワールドFC
- メトフォン・Cリーグ：1回（2018年）

### 個人
- Sリーグ最優秀若手選手賞（2010年）